# 조선민주주의인민공화국의 인민예술가
인민예술가(人民藝術家)는 조선민주주의인민공화국에서 미술, 사진 촬영, 작곡 등의 예술 분야에서 공훈을 인정받은 예술인에게 훈장과 함께 수여하는 최고의 명예 칭호이다. 무대 공연 분야의 인민배우와 동급이다.
공훈예술가, 인민배우, 공훈배우 칭호가 1952년 최고인민회의 상임위원회에서 먼저 제정, 시행되었으며, 인민예술가는 1961년 〈조선민주주의인민공화국 인민예술가 칭호에 관한 규정〉에서 별도로 추가되었다.
화가 정관철, 정창모, 도예가 우치선, 수예창작가 김청희, 작곡가 설명순 지휘자 김병화, 장룡식 등이 인민예술가 칭호를 받은 것으로 알려져 있다.

## 같이 보기
- 조선민주주의인민공화국의 공훈예술가
- 조선민주주의인민공화국의 인민배우
- 조선민주주의인민공화국의 공훈배우

## 참고 자료
- NK데이터베이스, 문예조직과 예술가
- 《데일리NK》 (2007.7.31) 北 인민·공훈예술가 미술작품 다음달 구미 전시